# Kolikopp, Belgaum
Kolikopp là một làng thuộc tehsil Belgaum, huyện Belgaum, bang Karnataka, Ấn Độ.